# 張汝蘊
張汝蘊（1550年—1606年），字子發，號逢原，山東濟南府章丘縣人，明朝政治人物。

## 生平
萬曆元年（1573年）癸酉科山東鄉試第十四名舉人。萬曆八年（1580年），登庚辰科會試第二百六十五名，第三甲第一百四十四名進士。兵部觀政，本年授直隶東安縣知縣，十年调繁献县知县，十四年升南京户部主事，先管宝源局，再管龍江、蕪湖鈔關，後管理街道，丁母憂歸。萬曆二十四年（1596年）补户部主事，管验粮厅，再差天津管仓，升员外郎，二十五年升官户部郎中，二十六年（1598年）五月升陝西布政司右参议，分守宁夏，二十七年调任天津，二十八年七月又调陕西右参议、分巡陇右道，整饬靖虏兵备，三十年閏二月升按察使司副使，分守陇右道，同年称病致仕。三十四年冬卒。著有《仕優》、《應急》二稿。

## 家族
曾祖父張鸞；祖父張煥；父親張采，曾任儒官。母李氏。具庆下。長子張家聲（1563年-1610年），號肖原。仲子张家庆，萬曆乙卯科（1615年）舉人。孫张笃行，清顺治丙戌进士。